# Структура Військово-морських сил Сполучених Штатів Америки

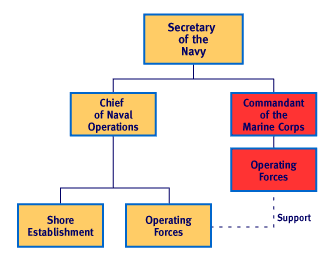
Схема організації міністерства військово-морських сил США

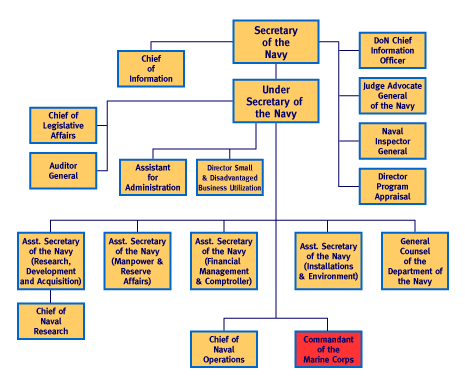
Схема організації офісу Міністра ВМС США

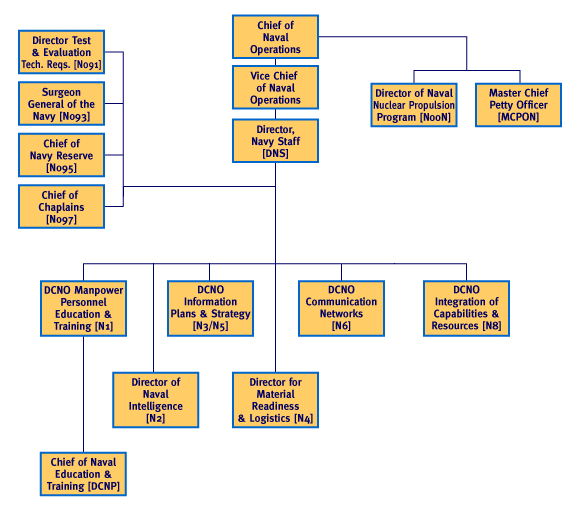
Схема організації офісу Керівника військово-морськими операціями

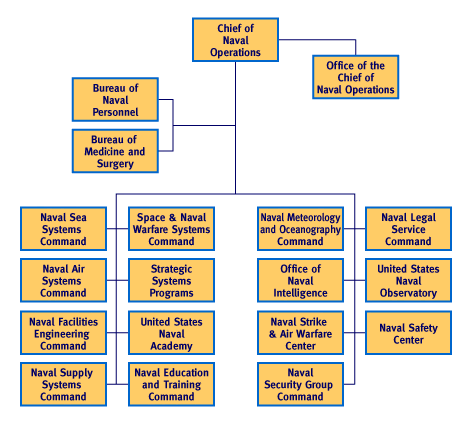
Схема організації берегових структур та установ ВМС США

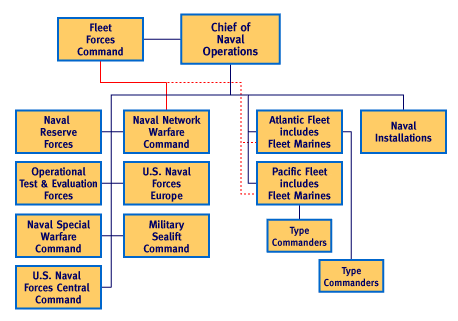
Схема організації оперативних сил ВМС США

Структура Військово-морських сил США — організаційна структура з переліком органів військового управління, військових формувань, навчальних закладів, установ та організацій, що входять до складу Військово-морських сил США. Структура ВМС США складається з чотирьох основних складових: офісу міністра ВМС, офісу керівника військово-морських операцій, оперативних сил (описаних нижче) і берегових установ.

## Основні компоненти ВМС США

### Офіс міністра ВМС США
- Міністр військово-морських сил США
  - Заступник міністра військово-морських сил США
    - Начальник інформації
    - Головний юрисконсульт
    - Генеральний аудитор ВМС
    - помічник з адміністрування
    - директор утилізації малого та неперспективного бізнесу
    - помічник міністра ВМС (з розробок, розвитку та постачань)
      - Офіс військово-морських досліджень

    - помічник міністра ВМС (з персоналу та резерву ВМС)
    - помічник міністра ВМС (з фінансового менеджменту та контролю)
    - помічник міністра ВМС (з інсталяцій та середовища)
    - Генеральний консул ВМС
    - Начальник відділу інформації
    - Генеральний прокурор ВМС
    - Генеральний інспектор ВМС
    - директор експертних програм та оцінок

### Офіс Керівника військово-морськими операціями (OPNAV)
- Керівник військово-морськими операціями
  - Заступник керівника військово-морськими операціями
  - Майстер чиф-петті офіцер ВМС США
  - Директор Військово-морського штабу
    - Бюро персоналу ВМС
    - Медичне та хірургічне бюро ВМС
    - Командування систем ВМС США
    - Командування повітряних систем ВМС США

  - Інженерне командування ВМС США
    -       - Командування систем забезпечення ВМС США

    - Бойове командування космічних та надводних систем ВМС США
    - Командування стратегічних систем ВМС США
    - Військово-морська академія США
    - Командування освіти та тренувань ВМС США
    - Командування метеорології та океанографії ВМС США
    - Юридичне командування ВМС США
    - Військово-морська обсерваторія США
    - Центр ударно-повітряних систем ВМС США
    - Центр безпеки ВМС
    - Командування безпеки ВМС США
    - Управління оперативного тестування та оцінки сил ВМС
    - Командування мережевих війн ВМС США
    - Командування військово-морських перевезень
    - Командування інсталяціями ВМС США
    - Директор управління ядерних силових установок

### Оперативні сили флоту
Оперативні сили складаються з дев'яти компонентів:
- Командування сил флоту США/Північне командування військово-морських сил
- Тихоокеанський флот США
- Командування військово-морських спеціальних операцій ВМС США
- Центральне командування ВМС США
- Південне командування ВМС США
- Військово-морські сили США в Європі та Африці
- Кібернетичне командування ВМС США
- Резерв ВМС США
- Сили оперативних випробувань і оцінки

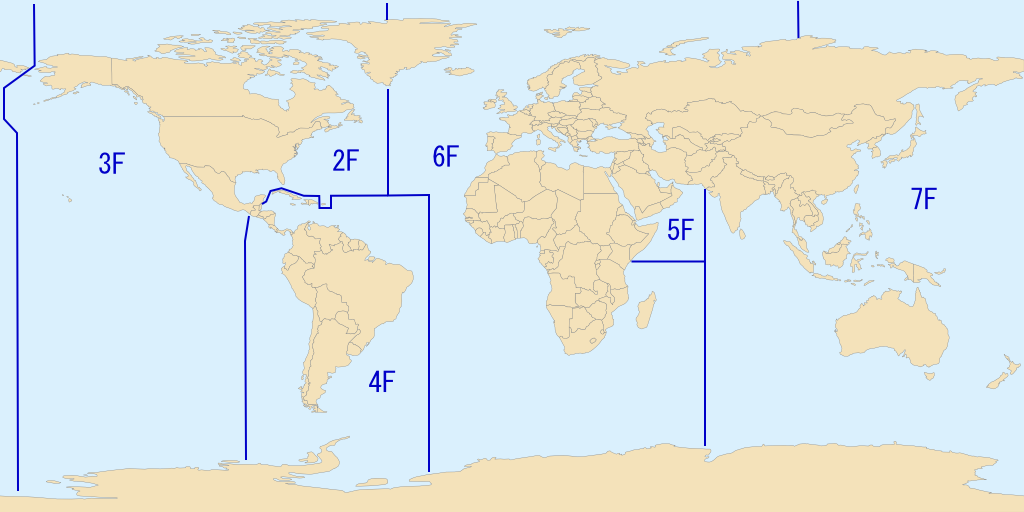
Розподіл зон відповідальності флотів американських ВМС на 2009 рік

### Номерні флоти ВМС США
Сучасний флот США має у строю сім флотів, які мають власну нумерацію. В історії ВМС США існували й інші флоти, але наразі вони не чинні.
| Номерний флот | Статус     | Вище командування                             | Географічний регіон                                                 | Прим. |
| ------------- | ---------- | --------------------------------------------- | ------------------------------------------------------------------- | --- |
| 1-й флот      | неактивний | Тихоокеанський флот                           | —                                                                   | 1-й флот був створений у 1947 році. Він був розформований, коли на початку 1973 року його обов'язки перебрав на себе 3-й флот.[1] |
| 2-й флот      | активний   |                                               | західна частина Північної Атлантики                                 | 2-й флот був перейменований з 2-го оперативного флоту в 1950 році як частина тодішнього Атлантичного флоту США. Він був розформований у 2011 році, а потім відновлений 4 травня 2018 року.[2] |
| 3-й флот      | активний   | Тихоокеанський флот                           | Східний Тихий океан                                                 | 3-й флот був активним у ході Другої світової війни і був розформований у 1945 році. Він був відновлений на початку 1973 року, коли на нього були покладені обов'язки, раніше покладені на 1-й флот.[1] |
| 4-й флот      | активний   | Південне командування ВМС США                 | Південний Атлантичний океан                                         | 4-й флот був активним під час Другої світової війни і був розформований у 1950 році, коли його обов'язки перейшли до 2-го флоту. Він був відновлений у 2008 році. |
| 5-й флот      | активний   | Центральне командування ВМС США               | Перська затока, Червоне море та прилеглі частини Індійського океану | 5-й флот був розформований у 1947 році після служби у Другій світовій війні. Він був відновлений у 1995 році і взяв на себе відповідальність у Перській затоці, яка раніше належала 7-му флоту. |
| 6-й флот      | активний   | Військово-морські сили США в Європі та Африці | Східна Північна Атлантика та Середземне море                        | 6-й флот був перейменований з 6-го оперативного флоту в 1950 році і постійно діє в Середземному морі з 1950 року. |
| 7-й флот      | активний   | Тихоокеанський флот                           | Західний Тихий океан та Індійський океан                            | 7-й флот був активований у 1943 році, перейменований на Військово-морські сили Західного Тихого океану в 1947 році, 7-й оперативний флот в 1949 році і отримав свою нинішню назву в 1950 році. |
| 8-й флот      | неактивний | Атлантичний флот                              | немає                                                               | 8-й флот був створений у 1943 році на базі Північно-Західних африканських сил. Він діяв у Середземному морі під час Другої світової війни, а його сили на короткий час були перепідпорядковані 12-му флоту. У 1946-47 роках служив важкою ударною силою Атлантичного флоту США, після чого був перейменований на 2-й оперативний флот, а згодом у 2-й флот.[3] |
| 9-й флот      | неактивний | Атлантичний та Тихоокеанський флоти           | немає                                                               | До 15 березня 1943 року командувач Військово-морських сил США в Європі був командувачем 99-ї оперативно-тактичної групи 9-го флоту, яка перебувала під безпосереднім командуванням адмірала Кінга. 15 березня 1943 року 99-ту оперативно-тактичну групу було перейменовано на 92-гу оперативно-тактичну групу. 15 серпня 9-й флот був перейменований на 11-й флот, все ще під безпосереднім командуванням адмірала Кінга, а TF 92 була перейменована на TF 112. Оперативно-тактичні групи серії 90-х років використовувались з часів Другої світової війни. У 1945 році під командуванням адмірала Німіца, CINCPOA, командувача 9-го флоту, оперативно-тактичні групи 90-92 сформували Північно-Тихоокеанські сили, а більші номери використовувалися для Стратегічних ПС, ППО і місцевої оборони (Сили островів Маршалів-Гілбертса, Гавайський морський кордон тощо). Військово-морські сили Далекого Сходу використовували оперативно-тактичні групи 90-ї серії в Кореї.[4] |
| 10-й флот     | активний   | Кібернетичне командування ВМС США             | Глобально                                                           | 10-й флот був активний під час Другої світової війни і відновлений у 2010 році для передачі до складу Кібернетичного командування флоту.[5] |
| 11-й флот     | неактивний | Атлантичний та Тихоокеанський флоти           | немає                                                               | 15 серпня 1943 року перейменований з 9-го флоту і згодом переведений до складу Атлантичного флоту |
| 12-й флот     | неактивний | Військово-морські сили США в Європі та Африці | немає                                                               | 12-й флот діяв у європейських водах під час Другої світової війни. У 1946 році він був перейменований на Середземноморський флот ВМС США, який пізніше став 6-м оперативним флотом.[6] |